# Pseudogaurotina excellens
Pseudogaurotina excellens is een keversoort uit de familie van de boktorren (Cerambycidae). De wetenschappelijke naam van de soort werd voor het eerst geldig gepubliceerd in 1874 door Brancsik. De soort is bekend uit de Lage Tatra in Slowakije en Polen, alwaar hij zeldzaam is, en uit enkele verspreide gebiedjes in Oekraïne en Roemenië.